# Galina Balmoș
Galina Balmoș (Plešeni, 1961. február 24. –) moldovai politikus. 2007 és 2009 között Moldova szociális, családügyi és gyermekügyi miniszteri tisztét töltötte be. Parlamenti képviselő (2005–2007, 2009–2019), később a köztársasági elnök tanácsadója Moldova szociális kérdéseivel kapcsolatban (2019–2020).

## Élete
1961. február 24-én született Plešeni községben (Cantemir járás). Diplomáját a Moldovai Állami Egyetem filológiai karán, ugyanennek az intézménynek a jogi karán, gazdasági jogi szakon szerezte. Később a Közigazgatási Akadémia Állam- és Önkormányzati Közigazgatási Karán szerzett diplomát.
1982 és 1999 között román nyelvet tanított Straseni város középiskolájában. 1999-től 2003-ig a straseni polgármesteri hivatalban dolgozott. 2003 és 2005 között a Straseni Kerületi Tanács titkára.
Tagja volt a PCRM Központi Bizottsága Politikai Végrehajtó Bizottságának, a Moldovai Köztársaság Nőszövetségének elnöke lett.
A 2005-ös parlamenti választások eredménye alapján a PCRM képviseletében tagja lett a Moldovai Köztársaság parlamentjének. 2007-ben szociális, családügyi és gyermekügyi miniszterévé nevezték ki.
2009-ben visszatért a parlamentbe.  2015 decemberében, amikor a párt feloszlott, kilépett a PCRM-frakcióból. A PCRM-frakcióból kilépő 14 képviselő saját frakciót hozott létre, amely a kormányzó Moldovai Demokrata Pártot (PDM) támogatta. Ez lehetővé tette a PDM és a Liberális Párt számára, hogy megalakítsák Pavel Filip kormányát. 2017-ben csatlakozott a PDM-hez, a 2019-es parlamenti választásokig képviselő maradt. 2019-ben a Moldovai Köztársaság elnöke, Igor Dodon kinevezte őt a szociális ügyekkel foglalkozó tanácsadójának.

## Fordítás
- Ez a szócikk részben vagy egészben  a(z)   Балмош, Галина Фёдоровна című orosz Wikipédia-szócikk ezen változatának fordításán alapul.  Az eredeti cikk szerkesztőit annak laptörténete sorolja fel. Ez a jelzés csupán a megfogalmazás eredetét és a szerzői jogokat jelzi, nem szolgál a cikkben szereplő információk forrásmegjelöléseként.